# 28e regimes
28e regimes zijn een verzamelnaam van een reeks voorgestelde wettelijke regulering binnen de Europese Unie die de eigen nationale regels van de lidstaten weliswaar niet buitenspel zetten, maar er een optioneel alternatief voor zijn. Het getal 28 in de naam komt van de 27 lidstaten in de EU en hun nationale rechtssystemen, die daarmee zouden uitgebreid worden met een nieuw EU-breed alternatief.

## Voorbeelden
- Statuut van de Europese vennootschap (Societas Europaea, SE);
- Voorgesteld Europees verbintenissenrecht;[3]
- Europees verzekeringsovereenkomstenrecht;[3]
- Europees octrooi;
- toelating van de Unie krachtens de Biocidenverordening.[4]

In januari 2025 riep Commissievoorzitter Ursula von der Leyen een projectgroep samen om een “28e regime-regeling” uit te werken voor startups en  scaleups.   

## Reacties
De uitwerking van deze 28e regimes wordt wel eens een “herziening van de Bolkesteinrichtlijn” uit 2006 genoemd.  Critici vrezen dat dit zou leiden tot een afbraak van sociale rechten.